# Вулиця Шевченка (Кременець)
Ву́лиця Шевче́нка — одна з центральних вулиць у місті Кременець, Тернопільської області. Вулиця бере свій початок від вулиці Ясної і прямує до вулиці Дубенської. Прилучаються вулиці Козацька, Чорновола, Харчука, Базарна, Кривоноса, Словацького, Самчука та провулок Шевченка.

## Назва
За радянських часів — вул. Леніна.

## Забудова
№ 16. — Кременецька школа мистецтв імені Михайла Вериківського, заснована у 1939 році.
№ 18. — Кременецька бібліотека імені Ю. Словацького, заснована у 1946 році. До 2001 року містилася в колишній садибі Теодора Янушевського на вулиці Словацького, 16.
№ 30. — Костел святого Станіслава, освячений у листопаді 1857 року. В костелі встановлений пам'ятник-горельєф Юліушу Словацькому (скульптор Вацлав Шимановський). 1975 року проведена реставрація святині.
№ 53. — Святомиколаївський собор, споруджений 1636 року у стилі бароко для ченців монашого ордену францисканців біля підніжжя гори Бона, навпроти колегіуму єзуїтів.
№ 56. — Кременецька районна рада.
№ 67. — Кременецька міська рада.
№ 90. — Кременецький районний краєзнавчий музей, створений у 1937 році як Музей землі Кременецької імені Віллібальда Бессера та належав Кременецькому ліцею. Нині це один з найбільших музеїв в області. Його збірка нараховує понад 65 000 експонатів. Експозиція музею розгорнута у 10 залах і презентує історичне минуле і сучасне життя краю: перебування на Кременеччині Тараса Шевченка восени 1846 року та вшанування його пам'яті; ентомологічні, археологічні, нумізматичні колекції.